# Michalis Dorizas

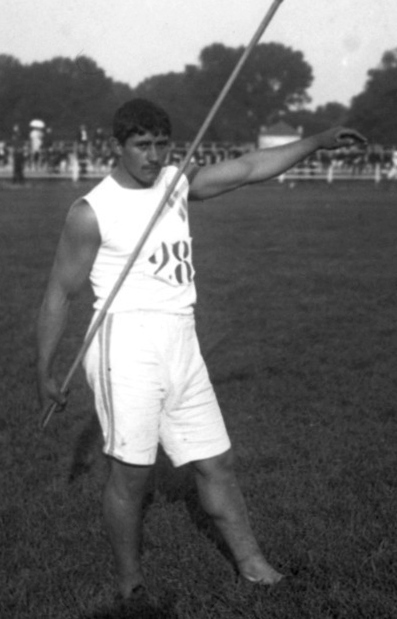
Michalis Dorizas, 1908

Michalis Dorizas (auch Michael Dorizas, griechisch Μιχάλης Δώριζας, * 16. April 1886 in Konstantinopel; † 21. Oktober 1957 in Philadelphia, USA) war ein griechischer Leichtathlet, der zu Beginn des 20. Jahrhunderts als Speerwerfer, Diskuswerfer und Kugelstoßer aktiv war.
Er nahm an drei Olympischen Spielen teil:
- Olympische Zwischenspiele 1906 in Athen
- Olympische Spiele 1908 in London
- Olympische Spiele 1912 in Stockholm

1906 startete er
- im Diskuswurf sowohl im Freistil als auch im griechischen Stil; seine Weiten und Platzierungen sind nicht überliefert.
- im Steinwerfen (6,35 kg), wo er hinter seinem Landsmann Nikolaos Georgantas und dem US-Amerikaner Martin Sheridan auf Platz 3 kam. Die Weiten sind nicht überliefert.

1908 startete er
- im Speerwurf. Auf dem Programm standen zwei Speerwurfdisziplinen: Der „Freistil“, bei dem das Speerende mit den Fingerspitzen geführt wurde, und der Stil mit dem heute üblichen Griff an der Speermitte. Dorizas war für beide Disziplinen gemeldet, trat aber nur im Freistil an. Jeder der teilnehmenden 25 Werfer hatte in der Qualifikation drei Versuche. Der damaligen Regel zufolge waren lediglich die drei Besten für drei weitere Finaldurchgänge zugelassen. Dorizas lag mit einem Wurf über 51,36 m auf Platz 2 hinter dem überragenden Schweden Eric Lemming (54,45 m). Der Drittplatzierte, der Norweger Arne Halse, kam nicht über die 50-Meter-Marke (49,73 m). Im Finale konnte sich jedoch keiner dieser drei Werfer noch weiter verbessern, so dass die Reihenfolge nach der Qualifikation bereits das Endergebnis darstellte. Dorizas gewann die Silbermedaille hinter Lemming.
- im Diskuswurf (Freistil und griechischer Stil) und im Kugelstoßen; im Diskuswurf (griechischer Stil) erreichte Dorizas mit 33,35 m den 5. Platz; seine Weiten und Platzierungen in den übrigen Wettbewerben sind nicht überliefert.

1912 startete er
- im Diskuswurf (Freistil, der griechische Stil wurde nicht ausgetragen) und erreichte mit 39,28 m den 13. Platz.
- im Kugelstoßen und erreichte mit 12,05 m den 11. Platz.

Dorizas war 1910 und 1912 Sieger bei den Panhellenischen Spielen im Kugelstoßen, 1907, 1908, 1910 und 1912 im Diskus-, sowie 1912 im Steinwurf. 1914 wanderte Dorizas in die USA aus. Er starb 1957 in Philadelphia.